# كريستوفر لويد (مؤرخ الفن)
كريستوفر لويد (بالإنجليزية: Christopher Lloyd)‏ هو مؤرخ الفن بريطاني، ولد في 30 يونيو 1945.